# Лука (Чешка Липа)
Лука (чеш. Luka) је насељено мјесто са административним статусом сеоске општине (чеш. obec) у округу Чешка Липа, у Либеречком крају, Чешка Република.

## Становништво
Према подацима о броју становника из 2014. године насеље је имало 95 становника.